# La viuda de Rafael
La viuda de Rafael es una serie de televisión argentina de 13 capítulos, emitida en 2012 por Canal 7 (Buenos Aires).
El unitario es uno de los ganadores del Concurso 2012 del CIN (Consejo Interuniversitario Nacional),
el Ministerio de Planificación y el Consejo Asesor del Sistema Argentino de Televisión Digital Terrestre para series de prime time. Fue filmada en Buenos Aires.

## Sinopsis
Rafael (Luis Machín) ―un empresario adinerado y díscolo proveniente de una familia ultracatólica del Opus Dei― lleva una vida feliz junto a Nina (Camila Sosa Villada), una mujer trans a la que ayudó económicamente para hacerse una operación de resignación de género.
Rafael es extorsionado y presionado por su hermano y su madre por su elección de pareja.
En medio de una discusión telefónica con su hermano (que nuevamente le solicita dinero para deudas de juego) sufre un accidente y muere.
Nina deberá luchar por sus derechos contra un sinfín de obstáculos. Uno de los más importantes es el de su suegra, La Sargenta (Rita Cortese), que no acepta su identidad de género y trata de dejarla en la ruina.
El destrato hacia las personas trans los prejuicios sociales, las manipulaciones familiares y la cotidianeidad trans son abordados con exquisito cuidado, sin estridencias ni arquetipos mentirosos.
Esta historia de amor transcurre pocos años antes de la promulgación de la Ley de Matrimonio Igualitario y de la Ley de Identidad de Género.
La viuda de Rafael Jiménez deberá batallar con la familia del difunto para no quedar en la calle después de casi veinte años de convivencia.

## Elenco

### Principal
- Rita Cortese (1949-): Matilde, la Sargenta, madre de Rafael Jiménez.
- Fabián Gianola (1963-), como Juan Cuevas, esposo de la hermana de Rafael y amante de Ela.
- Lucas Crespi (1975-), como José María Josema Jiménez, el hermano estafador de Rafael, causante involuntario de su muerte.
- Alejo García Pintos (1967-), como Tomás Tom Pérez Echegaray, esposo de Ela/Daniel.
- Camila Sosa Villada (1982-), como Nina (ex-Antonio) Del Valle, la viuda de Rafael.[4][7][8]
- Maiamar Abrodos (1966-), como Susi (ex-Jesús) , amiga transexual chapada a la antigua de Nina.
- Jorgelina Vera, como Cristi, amiga de Nina.
- Gustavo Moro: como Ela (ex-Daniel), esposa de Tom y amiga transexual de Nina.

### Secundario
- Joaquín Berthold, como Roque.
- Ernesto Claudio, como el abogado ultracatólico.
- Natacha Córdoba, como Becky.
- Héctor Díaz (1965-), como Cándido, el millonario jefe del hermano de Rafael.
- Guadalupe Docampo (1984-), como Tania.
- Tamara Garzón, como Maripili, la prima de Rafael.
- Salo Pasik (1945-2017), como el sacerdote.
- Gimena Riestra, como la Soldadota (hermana de Rafael y esposa de Juan Cuevas).
- Luis Machín (1968-), como el difunto Rafael Jiménez, «esposo» de Nina.

### Invitados
- Emilio Bardi (1960-) como Luis Zepcheski, el albañil novio de la casta Susi.
- Gipsy Bonafina (1958-2021), como la secretaria del segundo juez.
- Héctor Calori (1951), como el segundo juez.
- Juan Carlos Espeche
- Luis Gianneo
- Mora Lestingi
- Roxana Randón,
- Ignacio Rodríguez de Anca
- Tomás Ross
- Pedro Segni

## Producción
Es producida por Atuel Producciones.
Los autores del ciclo fueron Tony Lestingi (1957-) y Marcelo Nacci sobre la novela homónima (2006) del escritor puertorriqueño Luis Daniel Estrada Santiago. Los episodios fueron escritos por los autores, junto a los guionistas Bruno Luciani (1974-) y Ana Goldemberg
La dirección de arte está a cargo de Laura Russo y la producción ejecutiva, de Laura Fernández.
Es dirigido por Estela Cristiani, cuenta con dirección general de Julieta Petriella y Melina Petriella, hermanas que en abril pasado asumieron tópicos ligados a la identidad y la memoria de la mano de la tira Volver a nacer, también emitida por Canal 7.

Esta ficción permite entender por qué era necesaria la Ley de Matrimonio Igualitario, porque a través de una historia que no es real pero sí verosímil, nos permite ayudar a que la gente reflexione, se ponga en el lugar del otro y entienda en qué ayuda esta nueva legislación. [...] Tenemos una política de Estado que apuesta a la industria audiovisual, así que nosotros estamos acá sumándonos a este proyecto nacional y popular, haciéndole honor a nuestra presidenta que trabaja para conquistar derechos nuevos.
Melina Petriella

La música original de la miniserie es obra de Fabio Lacolla y Richy Salguero. El tema musical de apertura es el bolero Bolero de Rafael, interpretado por la actriz Camila Sosa Villada. La actriz cordobesa Camila Sosa Villada trabajó en el filme Mía, de Javier Van de Couter.
En teatro presentó en el festival FIBA su notable Carnes tolendas.

Es muy importante mostrar que es posible que las travestis tengan una vida mucho más organizada y mucho menos sórdida o rebuscada, estas son cuatro amigas «travas» que tienen trabajo, viven cómodas, tienen un hogar, mascota, novio y que viven una vida casi de chicas normales.
Camila Sosa Villada